# Колудей чифлик
Колудей чифлик (на гръцки: Κολουδέι) е историческо село в Гърция, дем Въртокоп, област Централна Македония.

## География
Селото е било разположено в Солунското поле, западно от град Енидже Вардар (Яница).

## История

### В Османската империя
В XIX век Колудей чифлик е част от Ениджевардарска каза на Османската империя. На австро-унгарската военна карта е отбелязано като Колодей чифлик (Kolodej Čiftl.). Според Николаос Схинас („Οδοιπορικαί σημειώσεις Μακεδονίας, Ηπείρου, Νέας οροθετικής γραμμής και Θεσσαλίας“) в средата на 80-те години на XIX век Колудей (Κολουδέι) е село с 40 християнски семейства. Според статистиката на Васил Кънчов („Македония. Етнография и статистика“) в 1900 година Колудей има 60 жители българи.

### В Гърция
В 1912 година е окупирано от гръцки части. Регистрирано е като селище с християнска религия и „македонски“ език. След Междусъюзническата война в 1913 година селото попада в Гърция. Преброяването в 1913 година показва Колодей (Κολοδέι) като село с 27 мъже и 22 жени. В същата година селото е изоставено.